# Кацураги (город)
Кацураги (яп. 葛城市 Кацураги-си) — город в Японии, находящийся в префектуре Нара. Площадь города составляет 33,73 км², население — 36 421 человек (1 августа 2014), плотность населения — 1079,78 чел./км².

## Географическое положение
Город расположен на острове Хонсю в префектуре Нара региона Кинки. С ним граничат города Яматотакада, Госе, Касиба и посёлки Тайси, Канан.

## Население
Население города составляет 36 421 человек (1 августа 2014), а плотность — 1079,78 чел./км². Изменение численности населения с 1980 по 2005 годы:
| 1980 | 29 546 чел. |  |
| 1985 | 32 462 чел. |  |
| 1990 | 33 939 чел. |  |
| 1995 | 34 436 чел. |  |
| 2000 | 34 950 чел. |  |
| 2005 | 34 985 чел. |  |

## Символика
Деревом города считается Quercus gilva, цветком — пион древовидный, птицей — Cettia diphone.